# Giuseppe Ercole Bellachioma
Giuseppe Ercole Bellachioma (Roseto degli Abruzzi, 23 dicembre 1959) è un politico italiano.

## Biografia
Nel 2015 fonda il comitato "Noi Con Salvini" Abruzzo, ed è stato segretario regionale Lega - Salvini Premier Abruzzo.
Viene eletto deputato alle elezioni politiche del 2018 nel collegio plurinominale Abruzzo - 01 nelle file della Lega. Il 29 luglio 2020 viene eletto Segretario della Commissione Bilancio della Camera dei deputati.
Nel 2021 è eletto consigliere comunale di Roseto degli Abruzzi.